# ニポカジ
ニポカジとは「日暮里（にっぽり）カジュアル」と呼ばれ、日暮里繊維街を中心に並ぶ小売ブティックファッションの造語である。

## 概要
2000年代になり、ファッションの発信地が裏原宿になり、それとは別に他のデザイナーが分散せずに繊維問屋街から小売に転向した小売店が日暮里に集結しだした。開店すると、激安を売りにした店が立ち並び、マスコミにも取り上げられるようになった。
代表的な店に「CASUAL SHOP POP GIRL」、「ファッションハウス ヘイワ堂」「キッズ&ベイビー LEMON」、「TOMATO アーチ（arch）館」、「CASUAL SHOP POP GIRL」などがある。